# هالکات و سالفورد
هالکات و سالفورد (به انگلیسی: Hulcote and Salford) یک منطقهٔ مسکونی در بریتانیا است که در بدفوردشر مرکزی واقع شده‌است. هالکات و سالفورد ۲۰۹ نفر جمعیت دارد.